# Jaipur
Jaipur är huvudstad samt den största staden i den indiska delstaten Rajasthan i nordvästra Indien. Staden har 3 miljoner invånare (2011) och är en industristad som även är känd för sitt konsthantverk.

## Historia
Jaipur grundades 1727 av maharadjan Jai Singh II som huvudstad istället för det närbelägna Amber där han sedan tidigare hade ett fort. Jai Singh planerade den muromgärdade staden enligt gamla hinduiska arkitekturella principer från Shilpa-Shastra. År 1728 lät han bygga Jantar Mantar, Jaipurs astronomiska observatorium. Detta observatorium upptogs 2010 på Unescos världsarvslista. 1799 uppfördes Vindarnas hus, Hava Mahal, under maharadjan Pratap Singh (Jai Singhs II sonson).
År 1876 lät maharadjan Ram Singh II måla hela den gamla stadskärnan i rosa för att välkomna prinsen av Wales, den senare Edvard VII.

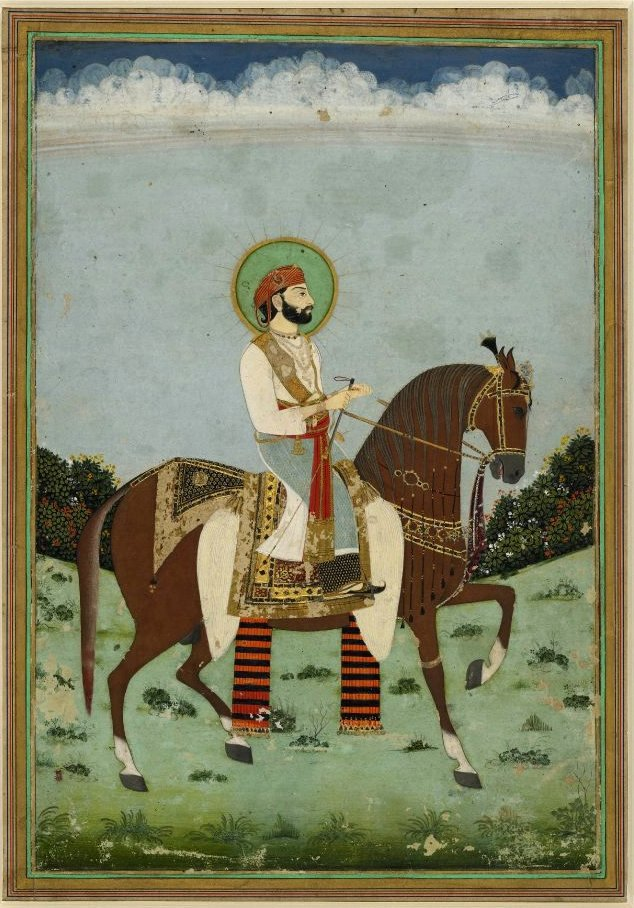
Jai Singh II
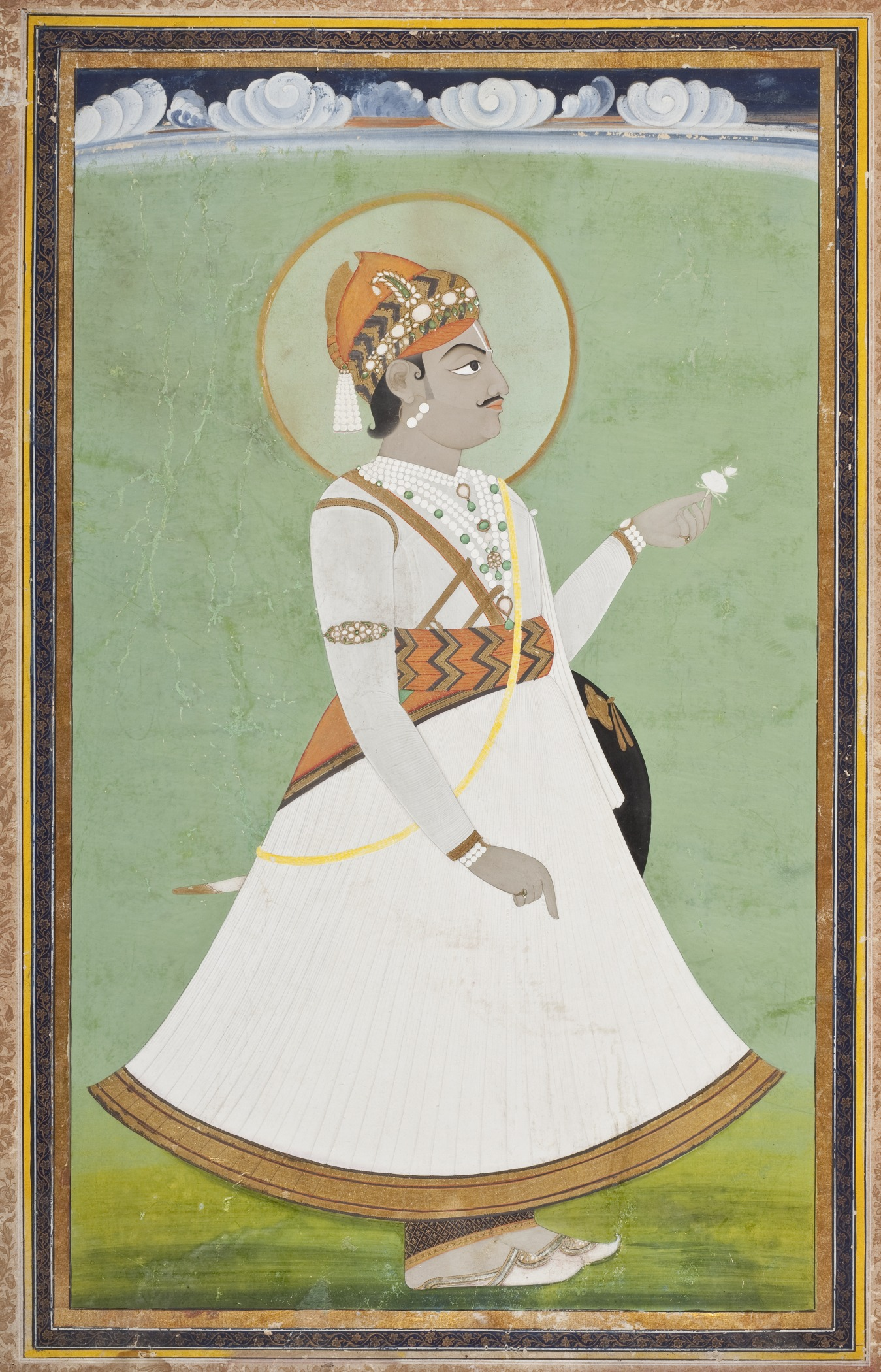
Pratap Singh
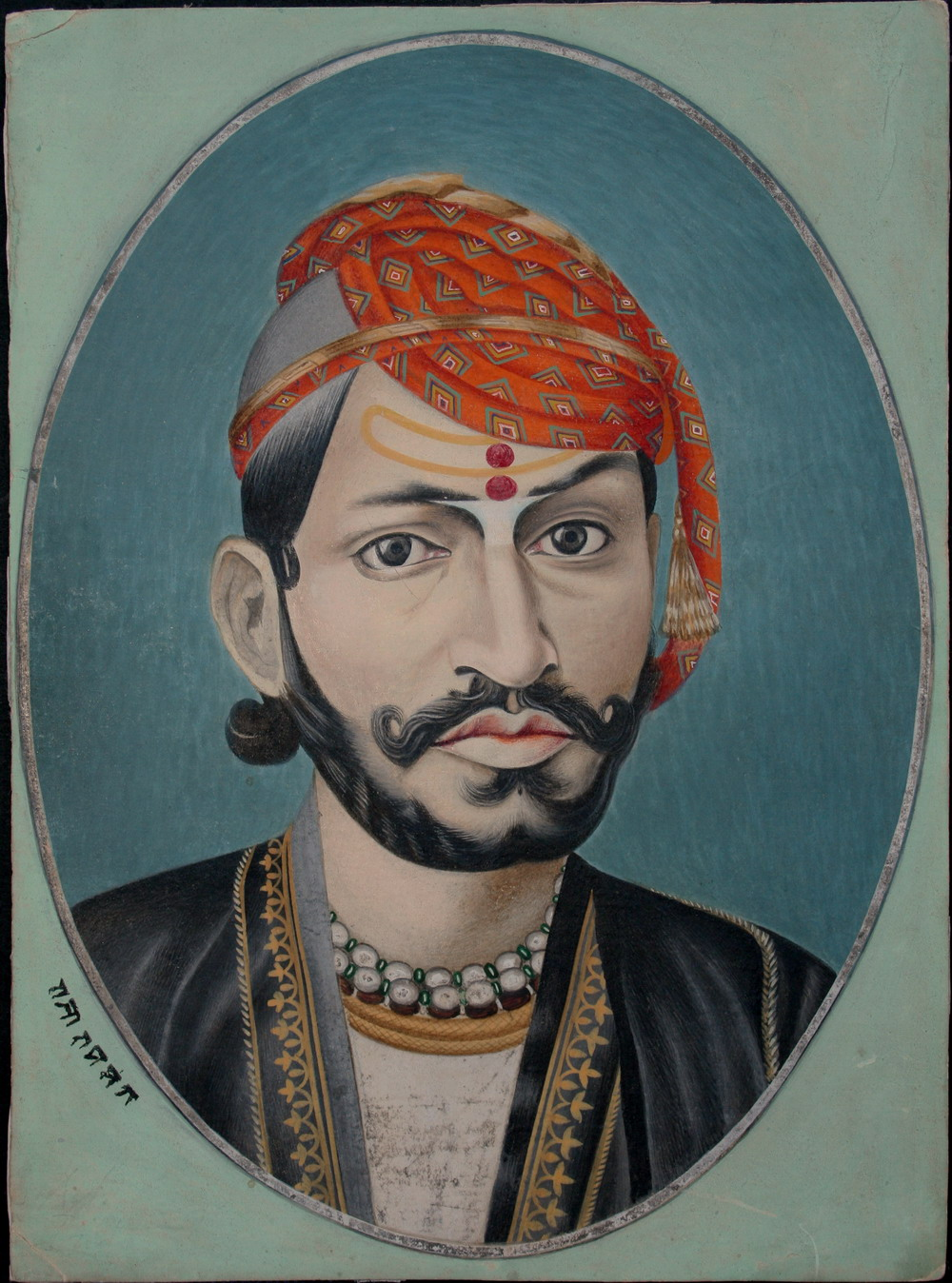
Ram Singh II

Jaipur har växt kraftigt under 1900-tal och tidigt 2000-tal med ett fördubblat invånarantal från 1991 till 2011. Jaipur har varit utsatt för ett flertal bombangrepp under tidigt 2000-tal där både moskeer och hinduistiska tempel varit mål. 

## Stadsbild
Jaipurs äldsta del är muromgärdad med en geometrisk stadsplan med Solens och Månens portar i öst och väst. I centrum finns maharadjans palats och observatoriet . Utanför palatskvarteret ligger det Vindarnas hus, Hava Mahal, med en fem våningar hög fasad mot Johari Bazaar.

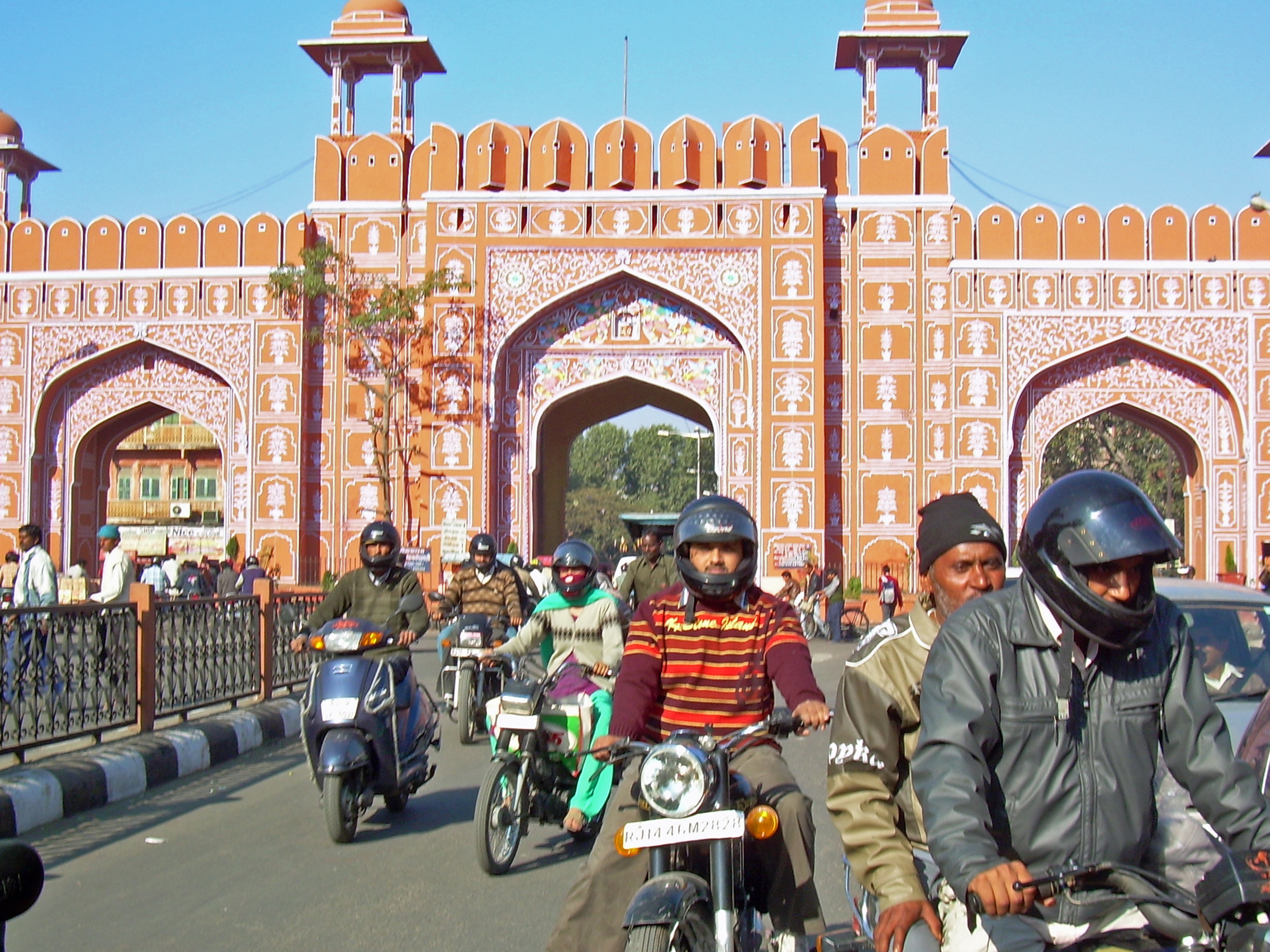
Stadsport
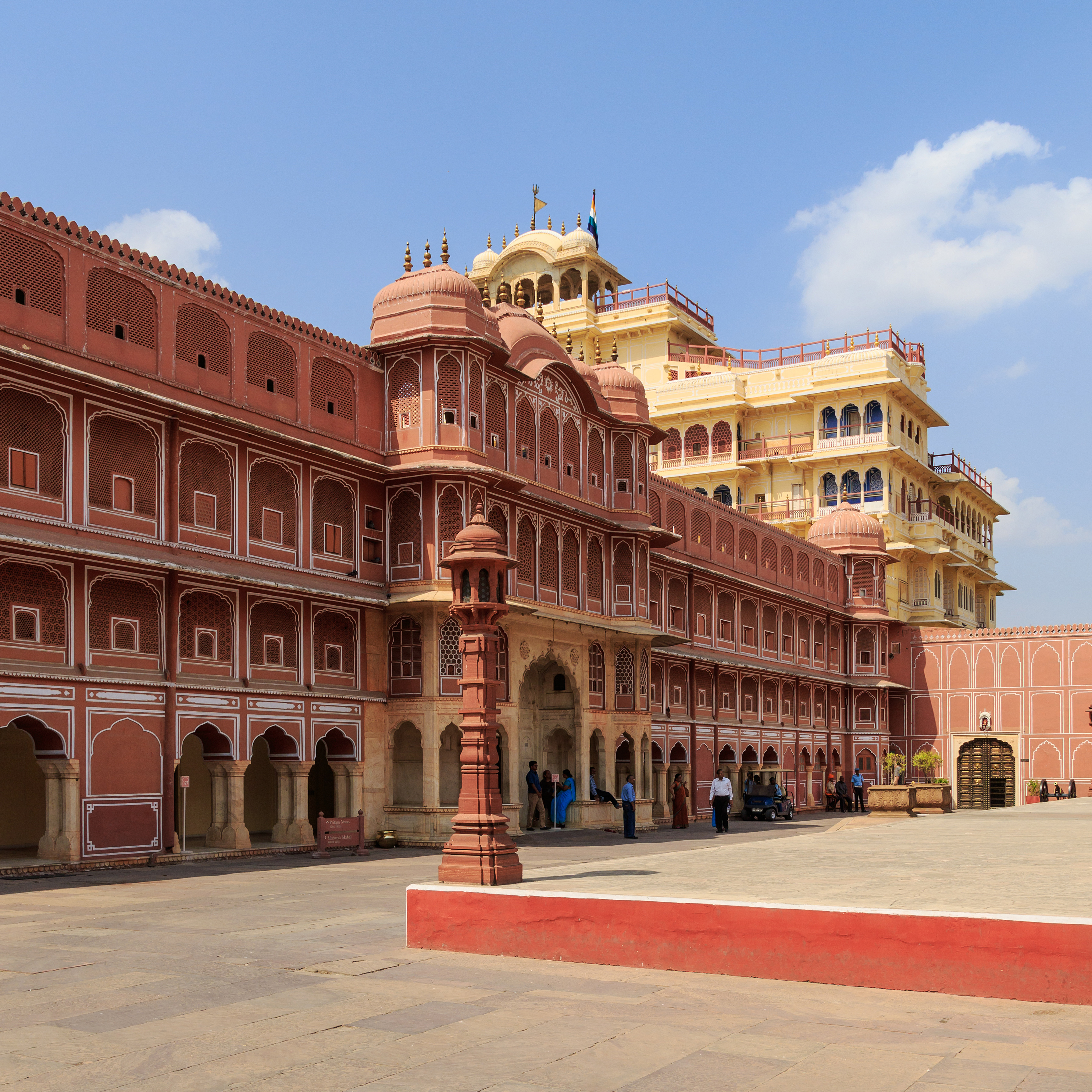
Maharadjans palats i Jaipur
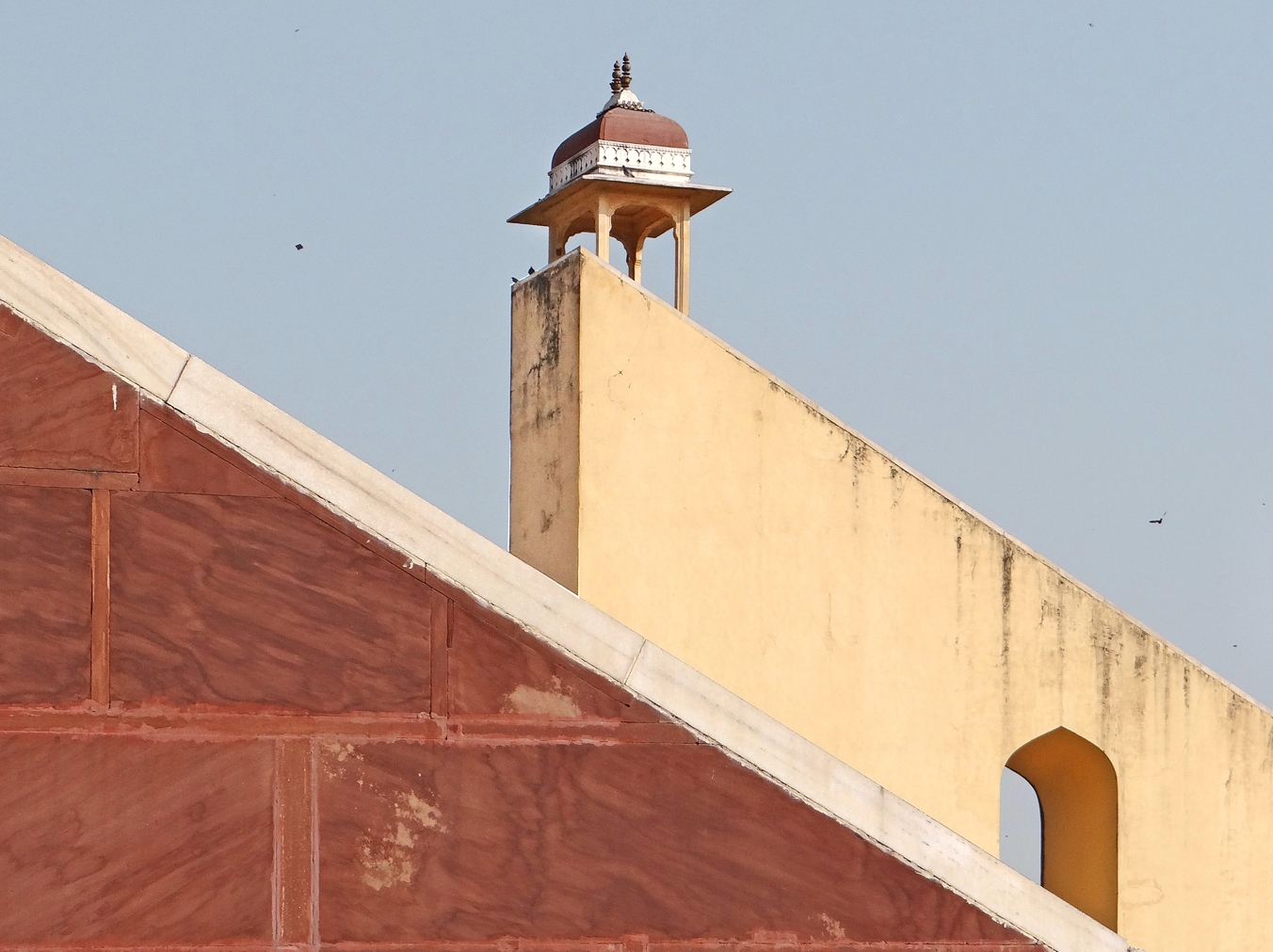
Observatoriet Jantar Mantar
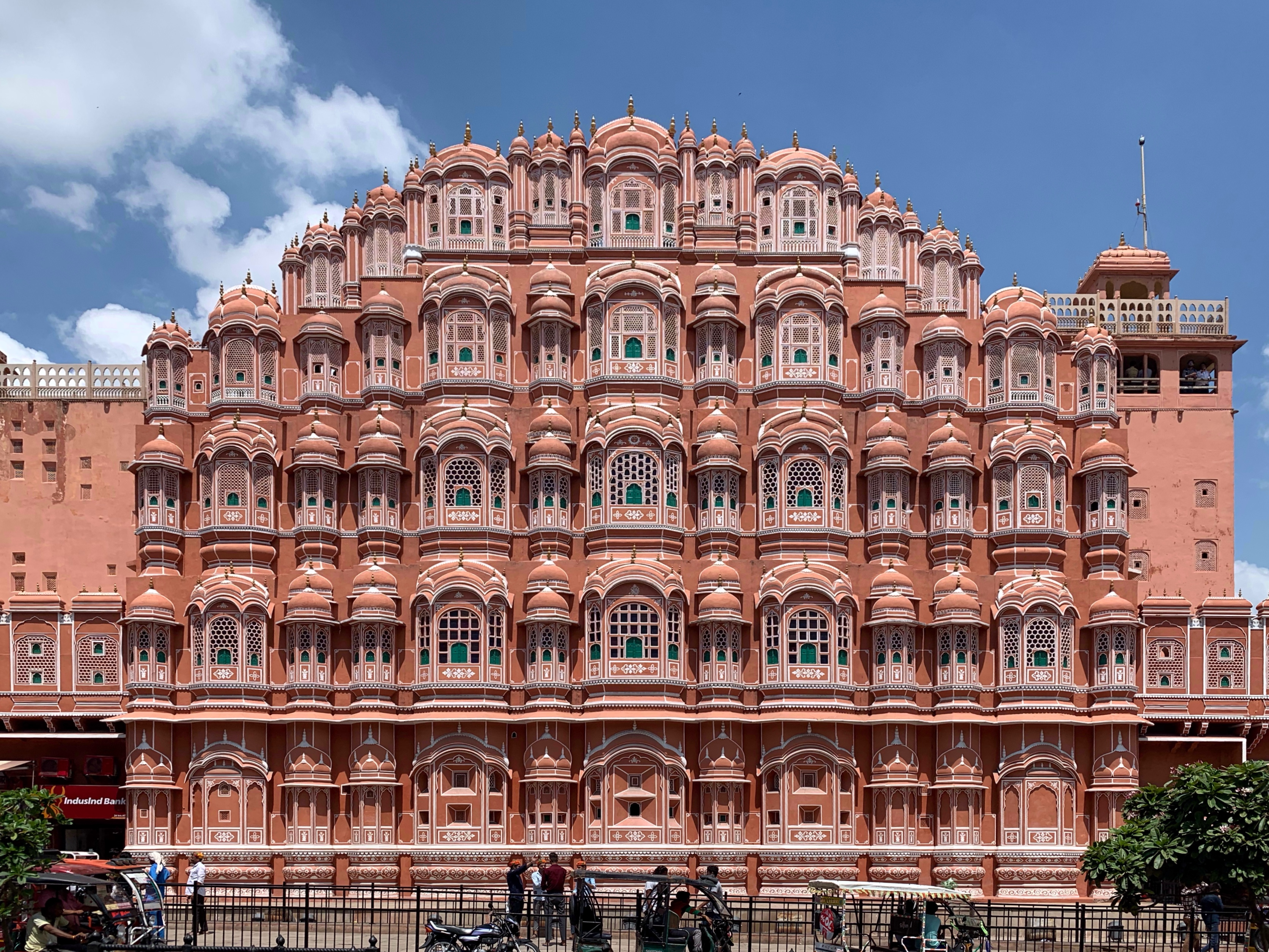
Vindarnas hus, Hawa Mahal

## Industri och näringsliv
Jaipur är ett blomstrande turistmål och centrum för handel.  Här finns teknisk industri, tillverkningsindustri. Staden är känd för sitt konsthantverk.

## Kultur och idrott
I Jaipur hålls en stor årlig litteraturfestival, Jaipur Literature Festival.. Jaipur är också ett centrum för hästpolo. 